# Claude Lévi-Strauss

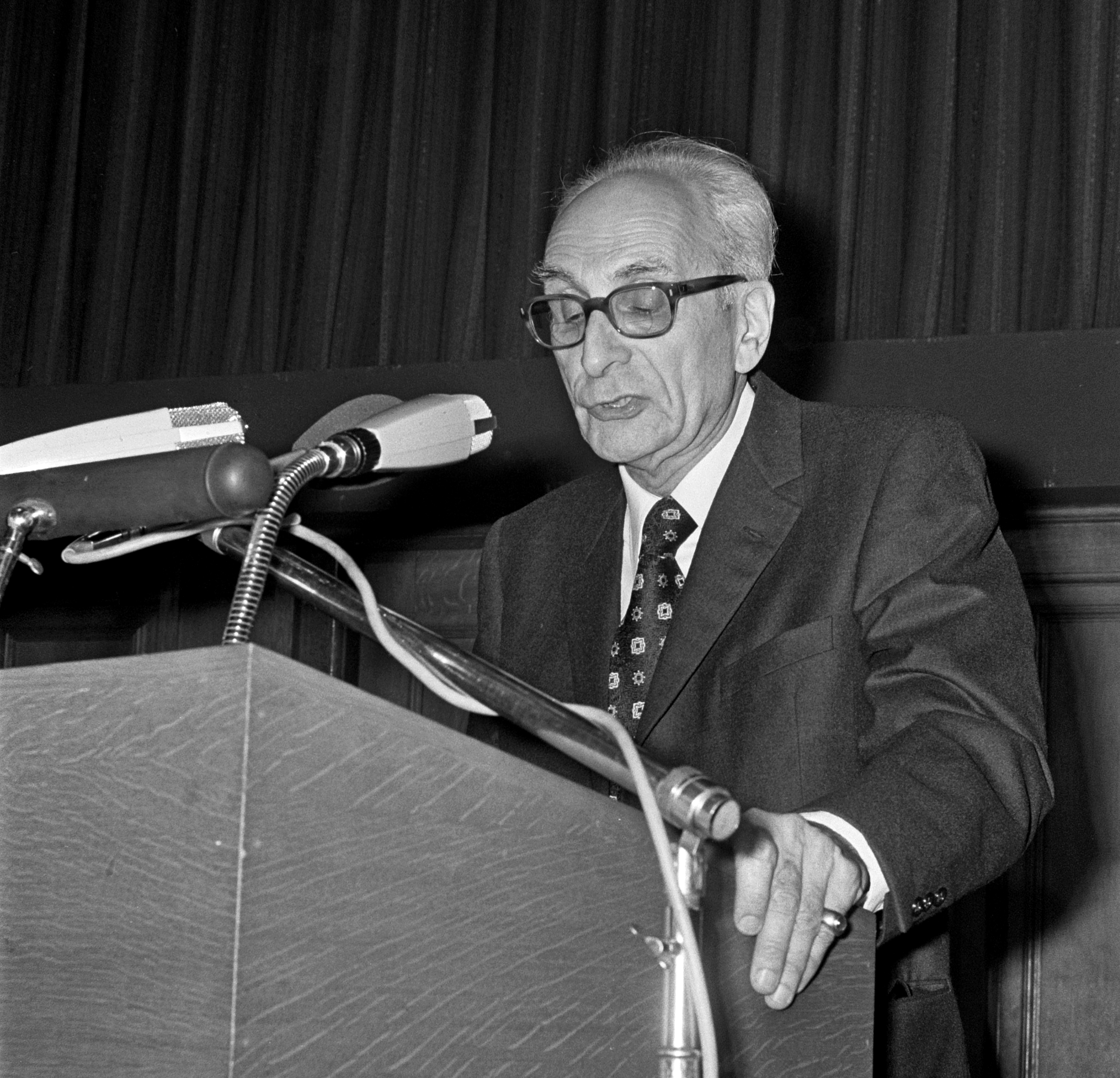
Claude Lévi-Strauss 1973.

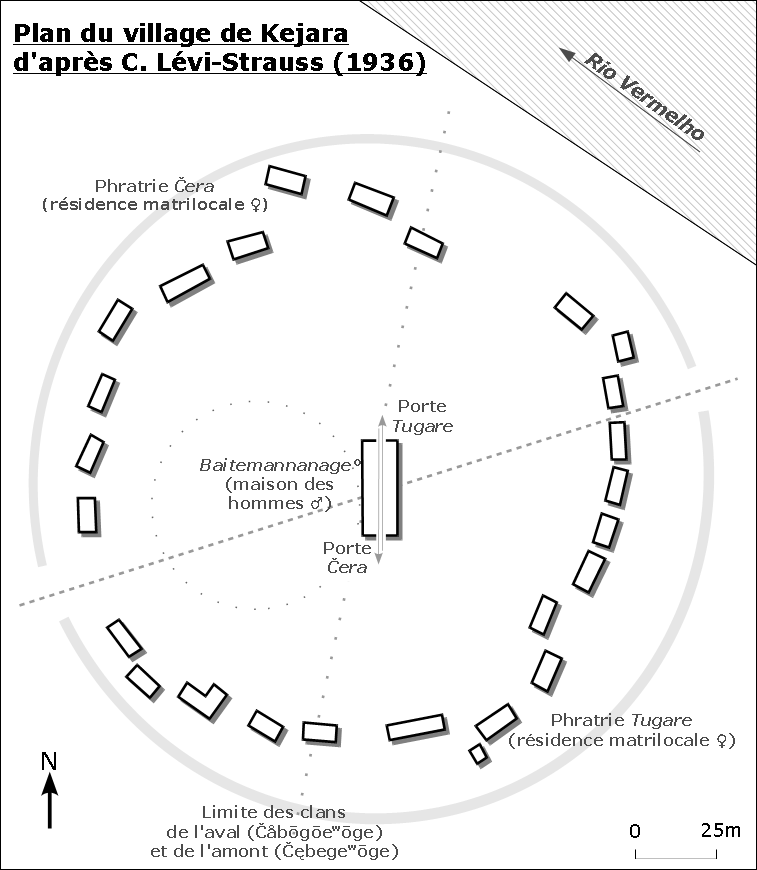
Grafisk modell och strukturanalys av Bororoindianernas sociala organisation. Publicerad i Journal de la Société des Américanistes 1936.

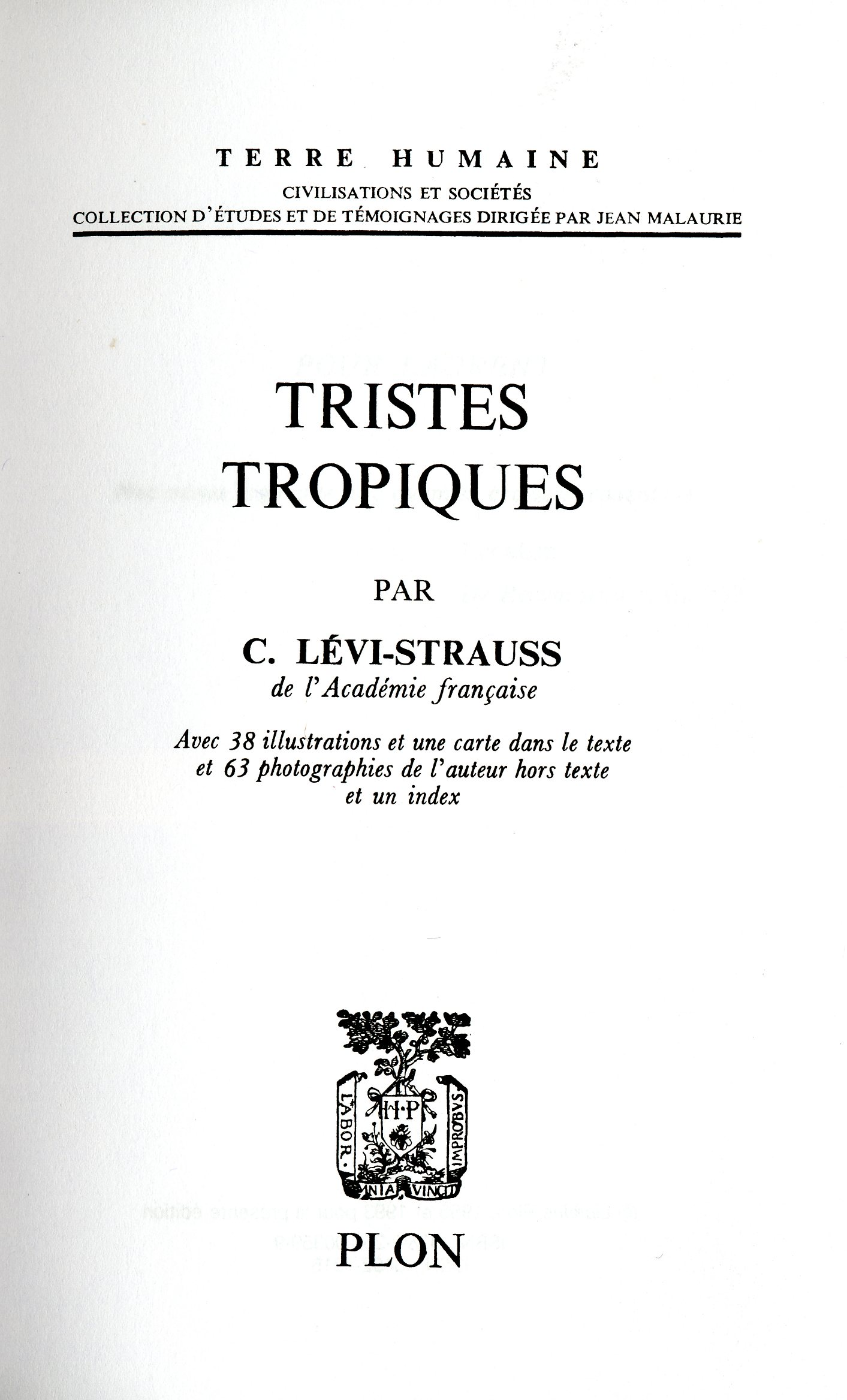
Tristes Tropiques från 1955.

Claude Lévi-Strauss (franskt uttal: kloːd leviˈstʀoːs), född 28 november 1908 i Bryssel, död 30 oktober 2009 i Paris, var en fransk-judisk etnolog, antropolog och filosof som utvecklade strukturalismen för förståelsen av mänskliga samhällen och kulturer. I sina undersökningar försökte han visa hur olika folks sedvänjor, myter och föreställningar kan ses som språk med var sin bestämd grammatik.
Lévi-Strauss bok Tristes Tropiques (1955; svenska: Spillror av paradiset) blev banbrytande.

## Biografi

### Uppväxt och studier
Claude Lévi-Strauss föddes i Bryssel 1908 och studerade juridik samt filosofi vid Sorbonne i Paris. Han slutförde aldrig sina juridikstudier; istället avlade han examen i filosofi 1931. Efter några år som lärare fick han ett erbjudande att delta i en fransk kulturdelegation till Brasilien 1935 där han arbetade som gästföreläsare vid universitetet i São Paulo.

### Åren i Brasilien
Mellan 1935 och 1939 bodde Lévi-Strauss i Brasilien. Under denna tid genomförde han undersökningar i Mato Grosso och Amazonas regnskog; dessa undersökningar var några av hans första etnografiska fältstudier. Han undersökte även indianstammarna Guaycuru och Bororo där han levde en kort tid. Han fortsatte senare med ytterligare undersökningar om indianstammarna Nambikwara och Tupi-Kawahib. Det var framförallt dessa fältstudier som gav Lévi-Strauss den akademiska identiteten som antropolog.

### 1940- och 1950-talet
Han återvände till Frankrike 1939 för att ta värvning i armén, men på grund av Frankrikes kapitulation inför Tyskland 1940 flydde Lévi-Strauss till Paris eftersom han var jude. Där fick han erbjudande om en tjänst i New York och garanterad möjlighet att komma in i USA, men han hade ännu att försöka undkomma den allt mera trängande situationen i Frankrike. Efter ett flertal försök att komma ut ur landet träffade Lévi-Strauss en kapten som han lärt känna under sina resor, och han fick därmed en plats på en resa till Sydamerika. Han hamnade så småningom i Puerto Rico där han tvingades genomgå en undersökning av FBI efter att han misstänktes för att ha tyska brev i sitt bagage. Eftersom undersökningen avlöpte lyckligt, kunde han tillbringa återstoden av krigsåren i New York. I likhet med många intellektuella flyktingar undervisade han vid New School for Social Research. Tillsammans med Jacques Maritain, Henri Focillon och Roman Jakobson grundade han École Libre des Hautes Études, ett slags exiluniversitet för franska akademiker.
Krigsåren i New York var avgörande för Lévi-Strauss på flera sätt. Hans förbindelse med Roman Jakobson bidrog till att forma hans teoretiska fundament; Jakobsons och Lévi-Strauss arbeten anses vara navet för den strukturalistiska teorin. Lévi-Struss stiftade även bekantskap med den amerikanska antropologin som den förstods av Franz Boas, som undervisade vid Columbia University. Detta ledde till att hans tidiga arbeten bär spår av amerikanska idéer; något som bidrog till hans erkännande som forskare där. En kort tid, 1946–1947, var han kulturattaché för Frankrike vid dess ambassad i Washington D.C. och flyttade därefter tillbaka till Paris. Han doktorerade vid Sorbonne enligt fransk modell med en större och en mindre avhandling. 
Den större avhandlingen Les Structures élémentaires de la parenté publicerades året därpå, och blev omedelbart betraktad som ett av de viktigaste arbetena inom antropologin som någonsin givits ut; Simone de Beauvoir recenserade den, och hon menade att det var en viktig dokumentation om kvinnors situation i icke-västerländska kulturer. Titeln var en lekfull anspelning på Émile Durkheims Elementary Forms of the Religious Life, men även ett uttryck för att Lévi-Strauss avsåg att studera samma fenomen som gjorts tidigare, fastän det i hans fall var fråga om att studera de underliggande strukturerna och inte innehållet. Medan brittiska antropologer som Alfred Reginald Radcliffe-Brown argumenterat för att likheter mellan kulturer beror på gemensamt ursprung, förfäktade Lévi-Strauss idén att likheterna berodde på att vissa strukturella drag kommit genom allianser då en kvinna från en grupp gift sig med en man från en annan grupp.
Under de följande 1940- och 1950-talen vidareutvecklade han sina teorier och befäste sin ställning som akademiker. Efter sin återkomst till Frankrike involverades han i CNRS och Musée de l'Hommes styrelser, innan han slutligen fick en professur vid femte sektionen av École Pratique des Hautes Études, sektionen för religiösa studier. Han efterträdde därmed Marcel Mauss och bytte namn på tjänsten till ”jämförande religionsstudier mellan skriftlösa folk”.
Även om Lévi-Strauss var berömd bland akademiker, var det inte förrän 1955 med boken Tristes Tropiques som han blev känd för allmänheten. Till formen var Tristes Tropiques en reseskildring som berättade om hans vistelse i Sydamerika under 1930-talet. Men Lévi-Strauss lyckades kombinera en tilltalande prosa med filosofiska meditationer och etnografiska analyser till vad som allmänt menas vara ett mästerverk. Den nominerades till skönlitterära priser, men kunde inte erhålla någon eftersom det var icke-fiktion. År 1999 var den populära boken med på listan över århundradets 100 böcker enligt Le Monde.
År 1959 blev han professor i socialantropologi vid Collège de France, kort efter att han givit ut Anthropologie structurale, en samling essäer som innehöll såväl praktiska exempel som teoretiska utläggningar om strukturalism. Han lade samtidigt grunden för ett intellektuellt program, och stiftade flera institutioner för att antropologi skulle börja betraktas som ett eget ämne, som till exempel Laboratoriet för socialantropologi och tidskriften l'Homme.

### 1960-talet och framåt
La Pensée Sauvage, som gavs ut 1962, anses vara hans viktigaste arbete. Titeln är oöversättlig, eftersom pensée på franska både betyder pensé och tanke. Lévi-Strauss föreslog för den engelska översättningen Pansies for Thought, vilket anspelar på en scen med Ofelia i Hamlet. I de franska utgåvorna har omslaget alltjämt en blomma på omslaget. Den svenska utgåvan fick titeln Det vilda tänkandet.
Den första halvan av boken innehåller Lévi-Strauss kultur- och begreppsteori, medan den andra överför denna till en teori om historiska och sociala förändringar. Den senare delen orsakade en häftig debatt mellan honom och Jean-Paul Sartre om naturen av den mänskliga friheten. Sartre menade å sin existentialistiska sida att människan var fundamentalt fri att göra vad hon ville, men å sin socialistiska sida att individer var bundna av de ideologier som makthavare överförde på dem. I opposition till Sartre presenterade Lévi-Strauss sin strukturalistiska teori om agens. Ekon av denna konfrontation mellan existentialism och strukturalism skulle ljuda hos yngre författare som Pierre Bourdieu.
Lévi-Strauss har tillbringat tiden sedan 1960-talet med att färdigställa sitt magnum opus, ett verk i fyra band med titeln Mythologiques. I denna tar Lévi-Strauss en enskild myt och följer den grupp för grupp från Sydamerika, till Centralamerika, och slutligen upp till norra polcirkeln. Detta utför han på ett typiskt strukturalistiskt sätt genom att undersöka de underliggande strukturerna hos relationer mellan element i myten, istället för att studera innehållet i myten. Pensée Sauvage var det stora verk där teorin presenterades, och Mythologiques det verk där teorin tillämpas. Då den senare är rikt detaljerad och otroligt lång är den inte lika ofta läst som den förra.
Efter att ha slutfört den fjärde delen av Mythologiques 1971, invaldes han 1973 i Franska akademien på stol 29, och efterträdde Henry de Montherlant. Han var därutöver ledamot av ett flertal akademiska sällskap runt om i världen, utnämndes till hedersdoktor flera gånger och erhöll många pris. Fastän han var emeritus fortsatte han att utge verk om musik, konst, och poesi, och att ge intervjuer om sitt liv. Lévi-Strauss avled den 30 oktober 2009, en månad innan han skulle ha fyllt 101 år.

## Antropologiska teorier

### Lévi-Strauss och lingvistiken
Lévi-Strauss idéer hämtade inspiration från en revolution inom lingvistiken. Den strukturella lingvistikens fader Nikolaj Trubetskoj menade att det inom språken fanns fyra grundläggande element; en omedveten infrastruktur, relationerna mellan termer (hur de var organiserade i motsatspar) vilket gör att fonemer inte bara ingår i ett system utan också utgör ett system i sig, och därav har generella lagar. Lévi-Strauss kopplar vår psykologi till lingvistiken, då han menar att språket styr vårt sätt att tänka. Han menar att alla människor universellt har samma grundläggande struktur för språk och att kulturen explicit speglas av hur vår grammatik ser ut. Språket, som kanske är det starkaste vi bär med oss i vår egen kärnkultur.
I och med detta öppnades nya perspektiv upp för Lévi-Strauss och inom antropologin. Han menar att, i analogi med lingvistiken, bygger våra släktskapssystem på fyra fundamentala släktskapsrelationer; relationerna mellan far-son, bror-syster, hustru-make och mors bror-systers son. Systemet bygger på att de står i motsats till varandra, att dessa roller alltid har betydelse för alliansteorier. Ett bra exempel är relationen mellan far-son och morbror-systerson, där far-sonrelationen är kärleksfull (explicit) så kännetecknas morbror-systersonrelationen av ett distanserat förhållande. Den sociala organisationen på Trobianderna, Melanesien karakteriseras av en stark matrilinjär härstamning, där relationen mellan fader och son är både varm och stark medan relationen mellan morbrodern och systersonen i regel är sträng, antagonistisk, byggt på respekt snarare än kärlek. I jämförelse med det patrilinjära samhället hos Cherkessfolket samhället i Tonga så är dessa relationer omvända. Lévi-Strauss förespråkar affinitet före härstamning; samhället bygger på att en man byter sin syster mot en annan mans syster utanför gruppen. Allt detta för att undvika incest. Släktskap är det som reproducerar samhället och därför menar han att de minsta byggstenarna i samhället alltså är dessa fyra relationerna.

### Structural Anthropology och dess efterföljare
Lévi-Strauss teorier presenteras i Anthropologie structurale. De kan sammanfattas kortfattat som att han uppfattar kulturer som system av symbolisk kommunikation, vilka bör undersökas med metoder som andra före honom använt i liten omfattning för att studera tal, berättelser, sport och film. Han resonemang förstås bäst mot bakgrund av den tidigare sociologiska teorin. I årtionden skrev han om denna relation.
En förkärlek för funktionalistiska förklaringar dominerade den sociologiska vetenskapen ända till 1950-talet, vilket innebar att sociologer och antropologer försökte förklara vad olika fenomen (sociala akter eller institutioner) var till för. Förekomsten av ett fenomen förklarades om den fyllde en funktion. Det enda alternativet till denna teori var att förklara fenomen historiskt, genom att förklara hur det blivit till.
Dock uppstod två differenta idéer om sociala funktioner. Den engelska antropologen Alfred Reginald Radcliffe-Brown, som beundrade Émile Durkheim, proponerade att syftet med antropologin var att finna den kollektiva funktionen, vad en religiös föreställning eller äktenskapslagar hade för funktion för samhället som sådant. I grunden till detta förhållningssätt fanns uppfattningen att kulturer utvecklas från en primitiv fas till allt mera civiliserade och moderna faser, som alltid var desamma överallt. Alla händelser i ett samhälle uppträdde enligt deras mening på ett likartat sätt genom att någon slags allmängiltig logik drev fram utvecklingen i samma riktning. Sett på detta sätt kan kulturer uppfattas som organismer, där dess delar fungerar tillsammans som organ i en kropp.
Än mer inflytelserik funktionalist var Bronisław Malinowski, som beskrev vilken funktion ett fenomen fyllde för individen, och vad de enskilda personerna i en kultur fick ut av att upprätthålla en tradition.
I USA, där antropologin skapades efter tysk modell av Franz Boas, hade den historiska modellen ett klart företräde framför funktionalismen. Denna modell hade uppenbara svårigheter, vilka Lévi-Strauss berömde Boas för att ha lyckats blottlägga.
Historiska förklaringar är knappast möjligt när det är fråga om folk som saknar skriftspråk, insåg Lévi-Strauss. Antropologen fyller i med jämförelser med andra kulturer, och är hänvisad till teorier som saknar bevis: den gamla uppfattningen om utveckling eller påståendet att kulturella likheter beror på någon av vetenskapen okänd förbindelse av personlig art mellan grupper. Boas kom till slutsatsen att ingen allmängiltig förklaring till likheter mellan olika kulturer kunde bevisas; för honom fanns ingen historia, bara historier.
Det är tre övergripande frågeställningar som hänger samman med dessa skolors skillnader. Båda måste välja vilken slags bevis de använde, huruvida man borde fokusera det enskilda eller det gemensamma för kulturerna, samt definiera den mänskliga naturen.
Socialvetenskaperna överlag förlitade sig på mellankulturella studier. Det var alltid ofrånkomligt att belysa ett samhälle genom ett annat. Så en idé om en gemensam mänsklig natur var underförstådd i varje studie.
Men en kritisk punkt kunde forskarna inte undkomma: existerade sociologiska fakta för att de var funktionella för den sociala ordningen eller för att de var funktionella för en person? Beror likheter mellan kulturer på att de erbjuder organisatoriska lösningar som är gemensamma för kulturerna, eller på att de uppfyller behov som är gemensamma för samtliga människor?
Lévi-Strauss var benägen att se det som att de var funktionella för den sociala ordningen. När Malinowski framhärdat att magi fyllde ett behov av trygghet när utgången av en viktig händelse var oviss, hade han bevisat detta med en rit där vävning spelade en avgörande roll. Men han kunde inte förklara varför vävning i samma kultur oftast inte hade något med magi att göra alls, eller varför andra moment med oviss utgång inte ingick i magi. Men inte heller de kollektivistiska eller historiska förklaringssätten var tillfredsställande. Olika samhällen kan ha institutioner som tydligt liknar varandra, men som ändå fyller andra funktioner som är olika. Många stammar var i Sydamerika till exempel delade i två grupper och reglerna för hur dessa grupper skulle förhålla sig till varandra var mycket strikta, men exakt vad som var tillåtet och inte skilde sig åt, och därför frångick man med dåtidens förklaringsmodeller att peka på den strukturella likheten.
Det var genom lingvistiken som Lévi-Strauss kom fram till en lösning. Han byggde sina analogier främst på fonologin. Senare studier har även influerats av musik, matematik, kaosteori, cybernetik med mera. ”En sann vetenskaplig analys måste vara verklighetsförankrad, förenklad och förklarande” skriver han i Anthropologie structurale. Fonologiska studier avslöjar samband som alla kan känna igen och förhålla sig till. Samtidigt är fonem en abstraktion av ett språk, inte ljud, utan kategorier av ljud som definieras genom hur det skiljer sig från andra ljud. Summan av alla ljudstrukturer i ett språk kan, menar Lévi-Strauss, frambringas från ett mycket litet antal regler. Det var detta system han tog efter och överförde till antropologin.
I sitt studium av likartade system var hans första uppgift att finna en förklaring, vilket han fann i fonologin, och därefter kunde han skapa en omfattande organisation av data som delvis hade ordnats av andra forskare. Det övergripande målet var att finna svaret på varför familjekonstellationer skilde sig åt för olika kulturer i Sydamerika. I vissa kulturer kunde fadern ha en uttalat överordnad roll över sin son med förankring i tabun. I andra kulturer var det i stället sonens morbror som hade denna roll. Lévi-Strauss beskrev fenomenet genom att utreda de strukturella likheterna i sådana relationer, och fann att den underliggande strukturen var en cirkulation av kvinnor genom vilket olika klaner behöll fredliga förbindelser. De viktiga relationerna var i hans studier ett kluster av broder, syster, fader, son. Andra kluster, som syster, systers broder, broders hustru, dotter, fanns inga verkliga exempel på att de någonsin spelade någon roll.
Syftet med strukturalistisk förklaring är att organisera data från verkligheten på det enklaste och mest effektiva sättet. All vetenskap, menar Lévi-Strauss, är antingen strukturalistisk eller reduktionistisk. Genom att ställas inför sådana fenomen som incesttabu, ställs man inför en objektiv gräns för vad det mänskliga intellektet hittills kunnat acceptera. Det är möjligt att spekulera om de underliggande biologiska orsakerna till dessa slags tabun, men för socialvetenskapen är det fakta som inte kan reduceras. I stället måste de studera de uttryck som emanerar ur sådana axiom.

### Övriga verk
Senare verk är mer kontroversiella eftersom han utgick från att de strukturer han funnit bland de sydamerikanska indianernas kulturer kunde överföras på andra vetenskaper. Han var av uppfattningen att all historia och det moderna samhället byggde på desamma kategorier och transformationer. Han jämför därför i till exempel Mythologiques antropologi med musikaliska serier och försvarar sin filosofiska ståndpunkt. Vidare har han kritiserat tidigare forskning för att förneka de skriftlösa folken en historia. I vissa avseenden påminner hans senare teorier om Fernand Braudel.
Han har vid sidan av sina rent antropologiska arbeten, även varit verksam inom Unesco, som författare till Race et histoire (1952) om människorasbegreppet vilken tillkom genom Unescos försorg.